# Ченгиз Юндер
Ченгиз Юндер (на турски: Cengiz Ünder) е турски футболист, полузащитник, който играе за Лос Анджелис.

## Кариера

### Ранна
Юндер започва професионалната си кариера в Алтънорду, а по-късно е привлечен в Истанбул Башакшехир. В сезон 2016/17 Юндер се утвърждава като един от най-добрите играчи в турската суперлига, вкарва 7 гола в 32 мача.

### Рома
На 14 юли 2017 г. той е закупен от Рома за 13,4 милиона евро. Вкарва първия си гол за Рома при победата с 1:0 над Верона в Серия А на 4 февруари 2018 г. През същия месец дебютира в Шампионската лига с гол - при загубата с 1:2 от Шахтьор Донецк в елиминациите, ставайки най-младият турски футболист, който някога отбелязва гол в Шампионската лига.

### Лестър Сити (наем)
На 20 септември 2020 г. Юндер подписва с клуба от Висшата лига Лестър Сити под наем за цял сезон, с опция за постоянен трансфер. Той прави своя дебют при поражение с 0:3 от Уест Хям Юнайтед, влизайки като резерва. На 25 октомври той асистира за гол за Лестър на Джейми Варди при победата с 1:0 като гост над Арсенал, което слага край на 47-годишното чакане на Лестър за победа като гост на Арсенал. На 10 декември Юндер вкарва първия си гол за Лестър при домакинската победа с 2:0 над АЕК Атина в Лига Европа.

### Марсилия
На 4 юли 2021 г. Юндер преминава под наем в клуба от Лига 1 Олимпик Марсилия, с опция за закупуване от 9 милиона евро. На 8 август 2021 г. той дебютира срещу Монпелие, а Марсилия печели с 3:2.
На 6 април 2022 г. Марсилия използва опцията и подписва постоянен 5-годишен договор с Юндер.

### Фенербахче
На 13 август 2023 г. Юндер подписва четиригодишен договор с Фенербахче за 15 милиона евро. На 21 август 2023 г. той дебютира с отбора срещу Самсунспор в гостуване, а Фенербахче печели с 2:0.
На 20 декември 2023 г. той отбелязва първия си гол за отбора срещу Кайсериспор в мач от Суперлигата, който Фенербахче печели с 4:3. На 7 януари 2024 г. той отбелязва четири гола при победата с 5:1 над Истанбулспор.

## Национален отбор
Играе за съставите до 18 и 19 г. на младежкия футболен отбор на Турция. Скоро след това играе и за отбора до 21 години.
През ноември 2016 г. Юндер получава първата си покана за мъжкия отбор на Турция за мача срещу Косово. Той вкарва първия си гол в приятелска победа срещу Молдова през март 2017 г.

## Спорове
След офанзивата в Африн в Северна Сирия, която е извършена от турските въоръжени сили през януари 2018 г., на 11 февруари Юндер изпълнява военен поздрав като отпразнуване на гол, след като отбелязва при домакинската победа на Рома с 5:2 над Беневенто Калчо в Серия А. През октомври 2019 г. след турската офанзива в североизточна Сирия, Юндер публикува снимка на гореспоменатото празнуване в Twitter, а спорната му публикация предизвиква критики в социалните мрежи от феновете на Рома.

## Отличия

### Отборни
Лестър Сити
- ФА Къп: 2020/21[24]

### Индивидуални
- Отбор на сезона в турската Суперлига: 2016/17
- Футболист на годината в Турция: 2018[25]